# Сігетій Степан Васильович

Сігетій Степан Васильович

Степа́н Васи́льович Сіге́тій — відомий український художник. Закарпатська художня школа.

## Життєпис
Народився 5 березня 1926 року в с. Олешник Виноградівського району у багатодітній селянській сім'ї. Помер 3 січня 2014 року у м. Ужгород.

## Творчість
Степан Сігетій є автором понад 100 різних картин різної тематики: дерев'яні церкви, пейзажі, натюрморти. Найвідоміші серед них — серія картин із дерев'яними церквами Карпат, переважно Закарпаття. Його вчителями були відомі художники: Адальберт Ерделі, Антон Кашшай та Золтан Шолтес. Музика Баха позитивно впливала на його творчість.
Степан Сігетій — перший із художників Закарпаття, який почав малювати дерев'яні церкви Закарпаття як цілісну серію і фіксувати культурну сакральну унікальну спадщину.

Степан Сігетій. Церква у с. Розтока (1990 р.).

Степан Сігетій. Покровська церква (1792 р.) села Плоске, 1986 р

Протягом понад 30 років він зобразив із натури понад 60 різних дерев'яних церков Закарпаття. Малювати ці церкви було покликом його душі, він був вражений їх унікальністю та самобутністю, більшість із яких є греко-католицькими церквами і є архітектурними шедеврами Карпатського регіону. На його полотнах увічнені окремі дерев'яні церкви Карпат, які вже втрачено, зокрема, церква у с. Нересниця та с. Крива, тому іноді побачити їх ще можна лише на картинах митця. Віра в добро і бажання передати нащадкам неповторну красу рідних краєвидів, оптимістичні настрої та яскраві емоції є визначальними у роботах Степана Сігетія. Визначним доробком майстра є також картини «Невицький замок» (1980) та «Мукачівський замок» (1985), «Монастир Хор Вірап у підніжжя Арарату» (1987),  «Церква Св. Катерини в Будапешті» (1990), а також картини із пейзажами рідного краю, Угорщини, Словаччини та Вірменії.

Степан Сігетій. Церква св. Катерини в Будапешті (1990 р.).

Дерев'яні церкви карпатського регіону Польщі та України — група історично цінних унікальних дерев'яних церков, які 21 червня 2013 року на 37-й сесії Комітету Світової спадщини ЮНЕСКО, що проходила у Камбоджі, були занесені до списку Світової спадщини ЮНЕСКО. Його творчий доробок є яскравим надбанням культури Європи.

## Виставки
Степан Сігетій брав участь із 1979 року у різних виставках не лише на Закарпатті, а й Вірменії, Словаччині, Угорщині та США. Його персональні виставки були в Ужгороді у 1990 і 1996 роках під назвою «Пам'ятки дерев'яної архітектури Закарпаття XIV—XVII століть та пейзажі», 2001 року під назвою «Дорога до храму», присвячена 75-річчю від дня народження; 2006 року — «Золоті хрести в синіх небесах…» з нагоди 80-річчя від дня народження.

## Нагороди
Степан Сігетій 1981 року відзначений званням Заслуженого працівника культури УРСР. Він нагороджений також Орденом Богдана Хмельницького III ступеня у 1999 році та Архієрейською грамотою «Як вираз подяки за збереження культурної спадщини нашого краю під Карпатами» (2007).

Степан Васильович Сігетій. Альбом репродукцій художніх творів.